# Mayuto Correa
Mayuto Correa (São Gonçalo, 9 de março de 1943) é um percussionista, guitarrista, e compositor brasileiro. Aos 12 anos de idade, começou tocando em bandas locais e depois trabalhou no México com o grupo brasileiro de bossa nova Tamba 4 antes de se mudar para os Estados Unidos. Ele se estabeleceu como músico em Los Angeles nos anos 1970s aonde também se tornou produtor do grupo argentino Arco Iris que mudou-se para o US e mudou do rock para o jazz.

## História
Iniciou carreira aos doze anos, como percussionista da orquestra Rapazes da Alvorada, na cidade fluminense de São Gonçalo. Após formar com músicos de Niterói o grupo Samba Show (com o qual gravou álbuns para a gravadora CBS), tocou com Cauby Peixoto, Elza Soares, Maria Bethânia, Ed Lincoln, Jair Rodrigues, Paulo Moura, Milton Nascimento. Em Julho de 1969, mudou-se para a Cidade do México, onde gravou com o cantor José José o álbum que consagrou o astro mexicano com a música "La Nave del Olvido", tocou com Carlos Lyra, Tamba Trio e Leny Andrade. Em Novembro de 1969, foi a Los Angeles como turista, mas foi imediatamente convidado a gravar o álbum "Abade", com João Donato e tornou-se músico de estúdio, sendo mencionado na "The Encyclopedia of Jazz in the Seventies", de Leonard Feather e Ira Gitler.